# Lemförde
Lemförde er en kommune i i Landkreis Diepholz i den tyske delstat Niedersachsen. Den ligger lidt syd for søen Dümmer, omkring 15 km syd for byen Diepholz, i området mellem Osnabrück og Bremen.
Lemförde er administrationsby for amtet ("Samtgemeinde") Altes Amt Lemförde der også består af de små kommuner Brockum, Hüde, Lembruch, Marl, Quernheim og Stemshorn.